# Trg Leona Štuklja
Trg Leona Štuklja je trg v Mariboru. Odprt je bil leta 2011 in je poimenovan po slovenskem olimpioniku Leonu Štuklju. Je največji slovenski trg, obsega 9.000 kvadratnih metrov in je urejen za mestne prireditve. Na njem je 70 dreves. Razsvetljava na trgu je v obliki lebdečih plošč, ki spreminjajo barve.
Leta 2011 je bila otvoritev trga, ki se je je udeležilo 20.000 ljudi.